# Joan Chen
Joan Chen (* 26. dubna 1961 Šanghaj) je čínsko-americká herečka a režisérka. V roce 1989 získala americké občanství. Do širšího povědomí se dostala filmem Poslední císař (1987), v němž ztvárnila roli císařovny Wan Žung. Později hrála například ve filmech Uchovat si tvář (2004) a Touha, opatrnost (2007) nebo v seriálech Hranice nemožného a Městečko Twin Peaks. Jako režisérka se představila například ve filmech Vyobcovaná (1998) a Podzim v New Yorku (2000).